# Wilhelm Sabri Hoffmann
Wilhelm Sabri Hoffmann (* 3. April 1953 in Neheim-Hüsten) war von 2006 bis 2015 Vorsitzender der Christlich-Islamischen Gesellschaft, der größten und ältesten christlich-islamischen Dialogorganisation in Deutschland.

## Leben und Wirken
Hoffmann studierte in Münster, Marburg und Dortmund Geschichte und Philosophie sowie deutsche Sprache und Literatur. Er legte das 1. und 2. Staatsexamen für das Lehramt für die Sekundarstufe I ab. Später schulte er zum Anwendungsprogrammierer um; in diesem Beruf ist er auch heute tätig.
Hoffmann ist Muslim und lebt in Rheine. Er war stellvertretender Vorsitzender des Integrationsrats der Stadt Rheine. Er ist Vorstandsmitglied der Deutschen Muslim-Liga Bonn und war von 2006 bis 2015 Vorsitzender der Christlich-Islamischen Gesellschaft. Von Mai 2010 bis Dezember 2012 war er stellvertretender muslimischer Vorsitzender des Koordinierungsrats des christlich-islamischen Dialogs.
Hoffmann ist in vielfältiger Weise im interreligiösen Dialog tätig, auch über den christlich-islamischen Dialog hinaus. Er setzt sich intensiv für den deutsch-türkischen Schüleraustausch ein, wobei ihm seine türkischen Sprachkenntnisse zugutekommen.